# Long Sutton (Somerset)
Pour les articles homonymes, voir Long Sutton.
Long Sutton est une paroisse civile et un village du Somerset, en Angleterre.